# Hypsipetes
Hypsipetes é um género de ave passeriformes da família Pycnonotidae.

## Espécies
Este género contém as seguintes espécies:
- Hypsipetes nicobariensis
- Hypsipetes philippinus
- Hypsipetes mindorensis
- Hypsipetes siquijorensis
- Hypsipetes affinis
- Hypsipetes platenae
- Hypsipetes aureus
- Hypsipetes harterti
- Hypsipetes longirostris
- Hypsipetes chloris
- Hypsipetes lucasi
- Hypsipetes mysticalis
- Hypsipetes guimarasensis
- Hypsipetes everetti
- Hypsipetes catarmanensis
- Hypsipetes rufigularis
- Hypsipetes amaurotis
- Hypsipetes borbonicus
- Hypsipetes madagascariensis
- Hypsipetes olivaceus
- Hypsipetes thompsoni
- Hypsipetes leucocephalus
- Hypsipetes ganeesa
- Hypsipetes parvirostris
- Hypsipetes moheliensis
- Hypsipetes crassirostris

### Espécies extintas
- †Hypsipetes cowlesi